# Joan Massana
Joan Massana (Ciutat de Mallorca, 1374-1412) va ser un pintor del gòtic mallorquí.
Tenia una casa al carrer dels pintors, prop del Convent de Sant Domingo de Ciutat. Va pintar el Retaule gòtic de Santa Maria del Camí, conservat a la Casa de la Vila d'aquesta localitat mallorquina.